# 太平镇 (吉首市)
太平乡，是中华人民共和国湖南省湘西土家族苗族自治州吉首市下辖的一个乡镇级行政单位。

## 行政区划
太平乡下辖以下地区：
太平村、司马村、英勇村、金山村、夯古村、干田村、青干村和深坳村。